# Kiffosso 1
Kiffosso 1 est une localité et une commune rurale du Mali de l'arrondissement central de Yorosso, dans le cercle de Yorosso et la région de Koutiala.

## Villages
La commune s'étend sur 11 localités relevées lors du recensement général de 2009. 
Les villages les plus peuplés sont :
- Zangoussou (4 700 habitants)
- Kaledougou (3 336 habitants)
- Kifosso 1 (2 518 habitants)

En 2023, la loi 2023-007 attribue à la commune 14 villages, fractions ou quartiers  :
- Kifosso 1
- Kifosso 2
- Lopégué
- Makongo
- Kalegougou I
- kaledougou II
- Wolon
- Fakoni
- Lebesso
- Odjola
- Pietierosso
- Zangousso
- Kaledougou III